# Parigny, Loire
Parigny är en kommun i departementet Loire i regionen Auvergne-Rhône-Alpes i centrala Frankrike. Kommunen ligger i kantonen Perreux som tillhör arrondissementet Roanne. År 2022 hade Parigny 627 invånare.

## Befolkningsutveckling
Antalet invånare i kommunen Parigny
| Referens: INSEE |